# Gongchangling
Gongchangling är ett stadsdistrikt i Liaoyang i Liaoning-provinsen i nordöstra Kina.